# Siergiej Rachmaninow

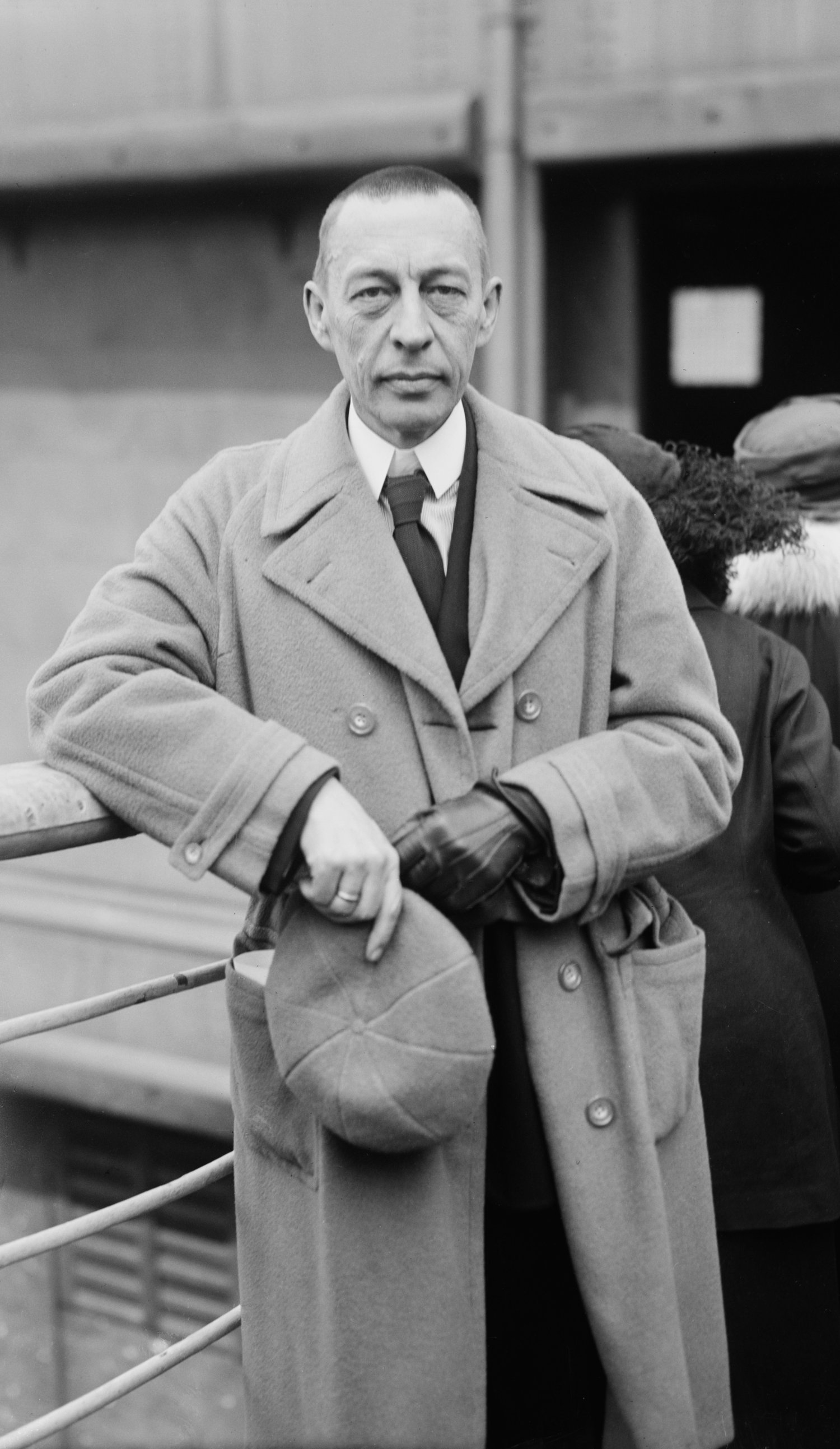
Siergiej Rachmaninow

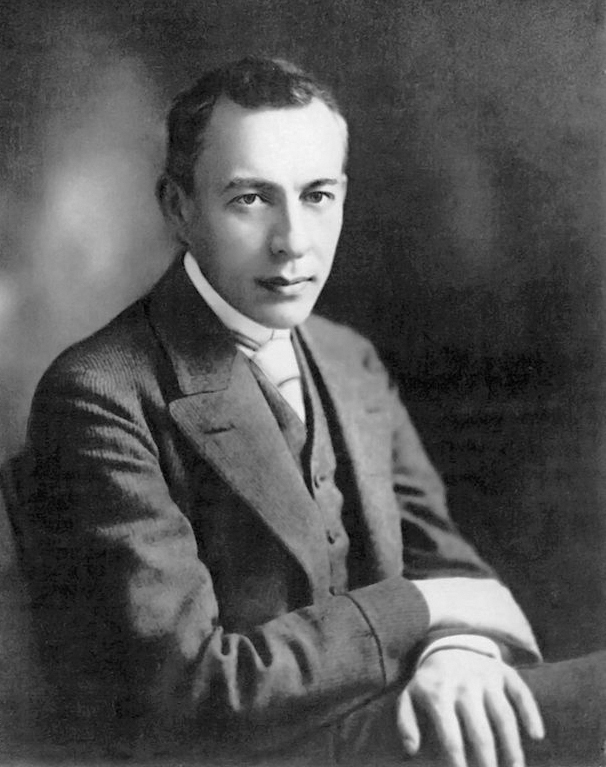
Siergiej Rachmaninow

Siergiej Wasiljewicz Rachmaninow (ros. Сергей Васильевич Рахманинов; ur. 20 marca?/1 kwietnia 1873 w Siemionowie koło Nowogrodu Wielkiego, zm. 28 marca 1943 w Beverly Hills) – rosyjski kompozytor, pianista i dyrygent.
Studiował w konserwatoriach w Petersburgu i Moskwie. W 1917 wyemigrował do Stanów Zjednoczonych, często mieszkał także w Paryżu. Jego muzyka nawiązuje do twórczości Piotra Czajkowskiego i Modesta Musorgskiego.

## Życiorys

### Młodość
Rachmaninow urodził się 1 kwietnia 1873 w Siemionowie (ros. Семёново) koło Nowogrodu Wielkiego. Obydwoje rodzice byli pianistami amatorami. Kiedy Siergiej miał cztery lata, matka zaczęła dawać mu lekcje gry na fortepianie, a w 1882 roku jego dziadek, Arkadij Aleksandrowicz Rachmaninow, sprowadził z Sankt Petersburga nauczycielkę Annę Ornatską. Uczyła ona młodego Siergieja przez „dwa do trzech lat”, dopóki długi nie zmusiły rodziny Rachmaninowów do sprzedaży domu i przeprowadzenia się do Moskwy.
Rachmaninow studiował w Konserwatorium Petersburskim, zanim postanowił przeprowadzić się do Moskwy, by uczyć się gry na fortepianie od Nikołaja Zwieriewa i Aleksandra Silotiego (który był jego kuzynem i byłym uczniem Ferenca Liszta). Studiował również harmonię u Antona Arienskiego i kontrapunkt u Siergieja Taniejewa. Rachmaninow okazał się dość leniwym uczniem, przez co nie zaliczył większości swoich zajęć, jednak surowy reżim domu Zwieriewa pomógł wpoić chłopcu dyscyplinę.
W swojej młodości Rachmaninow okazał wysokie umiejętności w komponowaniu. Będąc jeszcze studentem w konserwatorium napisał jednoaktową operę Aleko jako pracę dyplomową, za którą otrzymał złoty medal. Skomponował też swój I Koncert fortepianowy (1891) oraz zbiór utworów fortepianowych Morceaux de Fantaisie, który zawiera słynne Preludium cis-moll. Popularność tego napisanego przez Rachmaninowa w wieku 20 lat utworu zaczęła później drażnić kompozytora. Często kpił z publiczności, która prosiła o jego wykonanie, pytając „Och, czy muszę?” lub twierdząc, że nie pamięta żadnego innego utworu.
W Moskwie Rachmaninow poznał kompozytora Piotra Czajkowskiego, który stał się dla niego ważnym mentorem i zlecił nastoletniemu Rachmaninowowi skomponowanie fortepianowej transkrypcji suity ze swojego baletu Śpiąca królewna. Zlecenie to zostało najpierw zaoferowane Silotiemu, który odmówił, ale jednocześnie zaproponował w swoje miejsce Rachmaninowa. Czajkowski przystał na tę alternatywę, a Siloti patronował umowie. Rachmaninow zdradził Zwieriewowi swoje pragnienie dalszego komponowania i poprosił o prywatny pokój, gdzie mógłby komponować w ciszy. Zwieriew postrzegał go jednak tylko jako pianistę i zerwał z nim kontakt, odmawiając mu przez trzy lata nawet rozmowy. Rachmaninow wyprowadził się i kontynuował komponowanie.

### Niepowodzenia i powrót do formy
Nagła śmierć Czajkowskiego w 1893 roku mocno odcisnęła się na Rachmaninowie. Natychmiast zaczął pisać ku pamięci Czajkowskiego drugie Trio élégiaque, ukazując głębię i szczerość swojego żalu w przytłaczającej aurze przygnębienia bijącej od muzyki. Jego I Symfonia (Op. 13, 1896) miała premierę 27 marca 1897 w czasie jednego z długiej serii Rosyjskich Koncertów Symfonicznych, ale została porównana przez nacjonalistycznego kompozytora i krytyka Cezara Cui do przedstawienia dziesięciu plag egipskich, z sugestią, że spodobałaby się mieszkańcom konserwatorium muzycznego w piekle. Braki w występie, dyrygowanym przez Aleksandra Głazunowa, nie zostały skomentowane. Aleksandr Ossowski w swoim pamiętniku o Rachmaninowie opowiada, z pierwszej ręki, historię tego zdarzenia. Zdaniem Ossowskiego Głazunow nie wykorzystał dobrze czasu na próby, a program koncertu zawierający dwa inne pierwsze występy również był czynnikiem odbijającym się na ocenie. Bardzo złe przyjęcie I Symfonii, dwie katastrofalne wizyty w posiadłości pisarza Lwa Tołstoja i rozpacz Rachmaninowa spowodowana brakiem zgody Rosyjskiego Kościoła Prawosławnego na ślub z jego kuzynką, Natalią Satiną, przyczyniły się do trwającego trzy lata okresu poważnej depresji, podczas którego nie skomponował praktycznie żadnego utworu. Szczęśliwym trafem Sawwa Mamontow, znany rosyjski przemysłowiec i patron sztuk pięknych, który dwa lata wcześniej ufundował Moskiewską Prywatną Rosyjską Spółkę Operową, zaproponował Rachmaninowowi pozycję dyrygenta pomocnika w sezonie 1897-1898, co pomogło w finansowych problemach kompozytora. Przez spółkę operową Mamontowa poznał również Fiodora Szalapina, rozpoczynając w ten sposób bliską przyjaźń między nimi.
W 1900 Rachmaninow rozpoczął kurs autosugestii u psychologa, a jednocześnie muzyka amatora, Nikołaja Dala. Pozwoliło mu to szybko odzyskać pewność siebie i przezwyciężyć niemoc twórczą. W wyniku tych sesji powstał II koncert fortepianowy (Op. 18, 1900–1901), zadedykowany doktorowi Dalowi. Utwór ten został bardzo dobrze przyjęty na swojej premierze, na której Rachmaninow wystąpił jako solista. Kolejnym podnoszącym kompozytora na duchu wydarzeniem było otrzymanie wreszcie pozwolenia na ślub z Natalią, po trwającym przez wiele lat narzeczeństwie. Zaślubieni zostali na przedmieściach Moskwy przez kapelana wojskowego 29 kwietnia 1902, wykorzystując powiązania rodzinne z wojskiem, żeby obejść nieprzychylność kościoła. Chociaż Rachmaninow miał w 1916 romans z 22-letnią wokalistką Niną Koshetz, jego małżeństwo z Natalią przetrwało aż do jego śmierci. Mniej znanym faktem jest to, że kompozytor miał również inną wybitną protegowaną wokalistkę. W 1911, na prośbę Aleksandra Ossowskiego, Rachmaninow przesłuchał w Kijowie kuzynkę Ossowskiego, młodą Ksieniję Dierżynską, i pomógł jej rozpocząć karierę operową. Została ona uznaną wokalistką i primadonną moskiewskiego Teatru Wielkiego.
Po kilku udanych wystąpieniach jako dyrygent, Rachmaninowowi zaproponowano w 1904 posadę dyrygenta w Teatrze Wielkim w Moskwie, chociaż z przyczyn politycznych musiał z niej zrezygnować w marcu 1906. Do lipca przebywał po tym we Włoszech. Kolejne trzy zimy spędzał intensywnie komponując w Dreźnie w Niemczech, latem wracając do rodzinnej posiadłości Iwanowka.
Rachmaninow wyruszył w pierwsze tournée po Stanach Zjednoczonych jako pianista w 1909, w czasie którego po raz pierwszy wykonał III koncert fortepianowy (Op. 30, 1909). To udane tournée zyskało mu dużą popularność w Ameryce, jemu jednak nie podobało się tak bardzo, że odmówił kolejnych amerykańskich koncertów.
Śmierć w 1915 Aleksandra Skriabina, który studiował z nim u Zwieriewa, wpłynęła na Rachmaninowa tak bardzo, że udał się w tournée, dając koncerty poświęcone wyłącznie muzyce Skriabina. Poproszony o zagranie własnej muzyki odpowiadał „Dziś wieczorem tylko Skriabin.”

### Emigracja

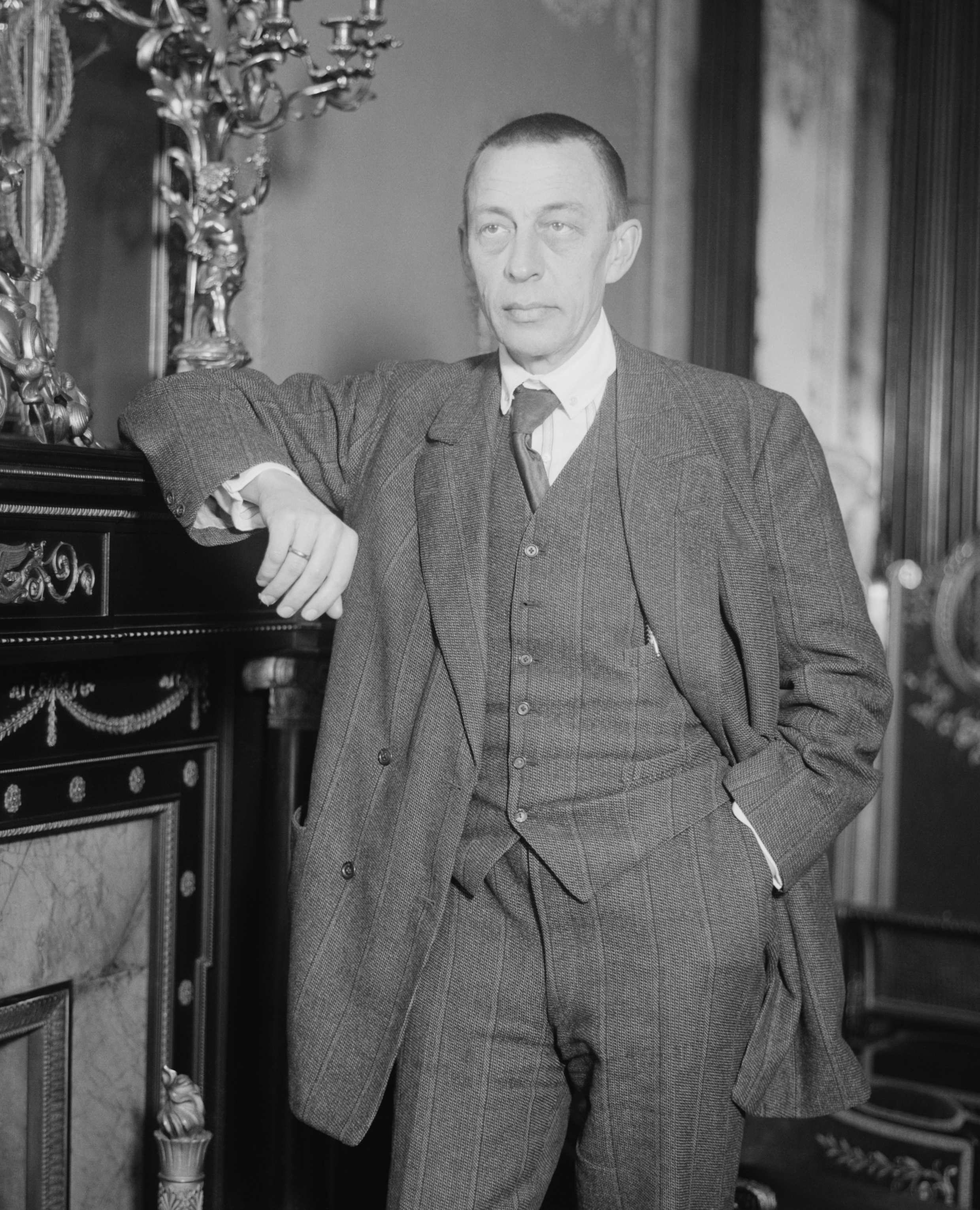
Rachmaninow w wieku dojrzałym

Rewolucje w 1917 roku oznaczały koniec Rosji, jaką znał kompozytor. W wyniku zachodzących przemian zawalił się cały jego świat – stracił majątek i źródło utrzymania, oraz stanął w obliczu konieczności porzucenia kariery muzycznej. 22 grudnia 1917 wraz z żoną i dwiema córkami opuścił otwartymi saniami Sankt Petersburg i udał się w kierunku Helsinek. Wziął ze sobą zaledwie kilka notesów ze szkicami własnych utworów i dwa orkiestralne zapisy nutowe, swoją niedokończoną operę Monna Vanna i operę Złoty Kogucik Rimskiego-Korsakowa. Następny rok spędził w Skandynawii, jednocześnie pracując nad rozszerzeniem repertuaru koncertowego. Pod koniec 1918 otrzymał trzy oferty lukratywnych kontraktów w Stanach Zjednoczonych. Chociaż nie przyjął żadnej z nich, uznał, że Ameryka może zaoferować rozwiązanie jego problemów finansowych. 1 listopada 1918 wyruszył więc z Kristianii (Oslo) do Nowego Jorku. Po dotarciu na miejsce szybko zatrudnił agenta, Charlesa Ellisa, i przyjął prezent w postaci fortepianu od firmy Steinway, po czym w ciągu kolejnych czterech miesięcy zagrał 40 koncertów. Na koniec sezonu 1919-1920 podpisał również kontrakt ze spółką Victor Talking Machine Company, specjalizującą się w produkcji fonografów. W 1921 rodzina Rachmaninowów kupiła dom w Stanach Zjednoczonych, w którym świadomie odtworzyli atmosferę Ivanovki, przyjmując rosyjskich gości, zatrudniając rosyjskich służących i pozostając wiernymi rosyjskim zwyczajom.
W związku z zajmującymi go mocno koncertami, kompozytorska kariera Rachmaninowa znacznie zwolniła. W okresie pomiędzy od 1918 do jego śmierci w 1943, żyjąc w Ameryce i w Europie, skomponował tylko sześć utworów. Było to częściowo związane z poświęcaniem większości czasu na występy, żeby zapewnić utrzymanie sobie i rodzinie, ale głównym powodem była tęsknota za ojczystym domem. Opuszczenie Rosji było dla niego jak pozostawienie za sobą inspiracji. Jego odrodzenie jako kompozytora stało się możliwe dopiero, kiedy zbudował sobie nowy dom, Willę Senar nad Jeziorem Czterech Kantonów w Szwajcarii, gdzie spędzał okresy letnie w latach 1932–1939. Właśnie w tym miejscu, które przypominało mu dawną posiadłość rodzinną, Rachmaninow skomponował Rapsodię na temat Paganiniego (Op. 43, 1934). Ostatnimi dwoma ukończonymi dziełami kompozytora były III Symfonia (Op. 44, 1935–1936) i Tańce symfoniczne (Op. 45, 1940). Eugene Ormandy wraz z Orkiestrą Filadelfijską wykonali premierowy koncert Tańców symfonicznych w 1941 w Akademii Muzycznej w Filadelfii.
Na przełomie 1940–1941 twórcy brytyjskiego filmu Niebezpieczne światło księżyca zwrócili się do niego z prośbą o napisanie krótkiego utworu w koncertowym stylu na potrzeby ścieżki dźwiękowej, ale Rachmaninow odmówił. Zamiast niego, podjęli się tego kompozytor Richard Addinsell i orkiestrator Roy Douglas, efektem czego było powstanie Koncertu warszawskiego.
Stan zdrowia Rachmaninowa zaczął pogarszać się podczas tournée pod koniec 1942. U kompozytora zdiagnozowano czerniaka, o czym została poinformowana rodzina, ale on sam nie. Jego ostatni recital, 17 lutego 1943 w Alumni Gymnasium na Uniwersytecie Tennessee w Knoxville w stanie Tennessee, zawierał II Sonatę fortepianową Chopina, której trzecią częścią jest słynny Marsz pogrzebowy. Kompozytor czuł się po tym recitalu tak źle, że musiał wrócić do swojego domu w Los Angeles.

### Śmierć
Rachmaninow zmarł na czerniaka 28 marca 1943, w Beverly Hills w Kalifornii, cztery dni przed swoimi siedemdziesiątymi urodzinami. Chór zaśpiewał jego Całonocne czuwanie na pogrzebie. Rachmaninow chciał, by po śmierci pochowano go na terenie jego posiadłości w Szwajcarii, ale trwająca II wojna światowa uniemożliwiła spełnienie jego życzenia. Został więc pochowany 1 czerwca na cmentarzu Kensico w Valhalli w stanie Nowy Jork.

### Występy na ziemiach Polski
W tym celu Rachmaninow odwiedził Polskę 8 razy:
- 18 listopada 1907 – jako pianista w Filharmonii Warszawskiej (w programie R. II Koncert fort c Op.18 z tow. orkiestry pod dyr. Emila Reznička oraz 3 Preludia);
- 27 marca 1908 – jako dyrygent i pianista w Filharmonii Warszawskiej (w programie R. II Symfonia e Op.27, jako pianista: Suita C /w wersji na 2 fortepiany/ z Henrykiem Melcerem, ponadto kilka drobnych utworów fortepianowych Anatolija Liadowa oraz Modesta Musorgskiego a także 2 swoje pieśni w wyk. Janiny Korolewicz-Waydowej z kompozytorem przy fortepianie;
- 25 i 28 marca 1911 – jako pianista w Filharmonii Warszawskiej (25 – w programie R. III Koncert fort. Op.30 oraz R. „Wyspa umarłych” Op.29, orkiestra pod dyr. Grzegorza Fitelberga) – (28 – w programie R. II oraz III Koncert fort., orkiestra pod dyr. Grzegorza Fitelberga);
- 9 i 11 grudnia 1911 – jako pianista, 2 recitale w Wilnie (9 – Polski Teatr) – (11 – miejscowy cyrk, w programie m.in. Sonata Op.28, Barkarola Op.10 Nr 3 oraz Preludia – Ges i c;
- 29 i 30 października 1913 – jako pianista z tow. orkiestry Filharmonii Warszawskiej: 29 – w Łodzi a 30 – w Filharmonii Warszawskiej. Program obu koncertów był identyczny: R. II Koncert fort. c Op.18, „Wyspa umarłych” Op.29 oraz drobne kompozycje fortepianowe. Orkiestrą Filharmonii Warszawskiej dyrygował Zdzisław Birnbaum;
- 23 stycznia 1914 – jako pianista w Filharmonii Warszawskiej (w programie R. III Koncert fort. Op.30 i „Skała” Op.7 /orkiestrą dyrygował Zdzisław Birnbaum/ oraz kilka własnych utworów solowych, w tym 3 Etiudy;
- jesień 1935 – w Filharmonii Warszawskiej (program niewiadomy);

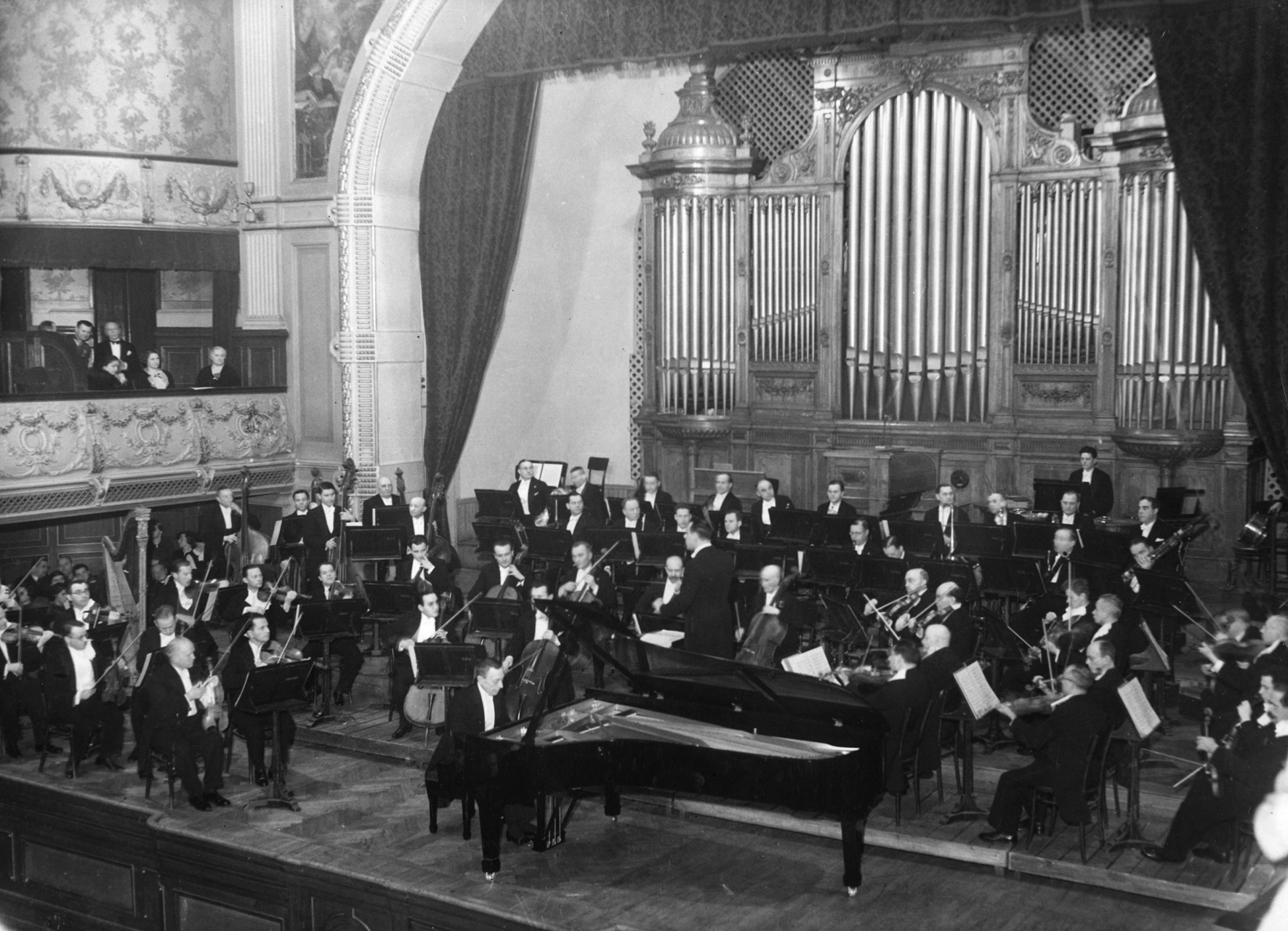
Ostatni występ Sergiusza Rachmaninowa w Polsce z orkiestrą w Filharmonii Warszawskiej (21 lutego 1936), na którym wykonał własne kompozycje: II Koncert fort. c Op.18 oraz Rapsodię na temat Paganiniego Op.49

- 21 i 24 lutego 1936 – w Filharmonii Warszawskiej (21 – w programie R. II Koncert fort. c Op.18 oraz „Rapsodia na temat Paganiniego” Op.43, orkiestrą dyrygował Lovro von Matačić (Chorwacja); 24 – recital, w którego centrum znalazła się II Sonata b Op.35 Fryderyka Chopina, ponadto Bach-Tausig – Toccata, L. van Beethoven – Sonata Op.10 Nr 3, Rachmaninow: Serenada Op.3, Oriental Sketch, Preludium G Op.34, Etude tableau Op.39 oraz kilka kompozycji F. Liszta.

## Twórczość

### Utwory orkiestrowe

#### Symfonie
- I Symfonia d-moll, op. 13 (1895–1897)
- II Symfonia e-moll, op. 27 (1908)
- Dzwony, op. 35 (1912-1913) – symfonia chóralna, utwór uważany przez kompozytora za jego najbardziej udane dzieło
- III Symfonia a-moll, op. 44 (1935–1936)

#### Utwory nafortepiani orkiestrę
- I koncert fortepianowy fis-moll, op. 1 (1891)
- II koncert fortepianowy c-moll, op. 18 (1900–1901)
- III koncert fortepianowy d-moll, op. 30 (1909)
- IV koncert fortepianowy g-moll, op. 40 (1926)
- Rapsodia na temat Paganiniego na fortepian i orkiestrę, op. 43 (1934)

#### Inne
- Wyspa umarłych, op. 29 – poemat symfoniczny
- Tańce symfoniczne, op. 45 (1940)

### Utwory fortepianowe
- Sonata b-moll, op. 36
- 9 Études-Tableaux, op. 33
- 9 Études-Tableaux, op. 39
- 10 Preludiów, op. 23
- 13 Preludiów, op. 32
- 6 Momentów Muzycznych, op. 16
- Wariacje na temat Chopina, op. 22
- Wariacje na temat Corellego, op. 42

### Utwory kameralne
- Sonata na fortepian i wiolonczelę g-moll, op. 19
- Trio elegijne nr 1 g-moll na skrzypce, wiolonczelę i fortepian
- Trio elegijne nr 2 d-moll na skrzypce, wiolonczelę i fortepian

### Opery
- Aleko (1892)
- Skąpy rycerz, op. 24 (1906)
- Francesca da Rimini, op. 25 (1906)

### Utwory wokalne
- Wiosna – kantata na baryton, chór i orkiestrę, op. 20
- Palubiła ja – pieśń romantyczna

### Utwory sakralne
- Całonocne czuwanie (Wsienoszcznoje Bdienije) na chór mieszany, op. 37
- Liturgia św. Jana Chryzostoma na chór mieszany, op. 31